# Werner Rihm
Werner Rihm (* 6. Februar 1930 in Kleinbasel; † 3. Juni 2006 in Riehen) war ein Schweizer Feld- und Hallenhandballspieler. Zusätzlich sass er im Grossen Rat des Kantons Basel-Stadt.

## Privat
Er besuchte das Realgymnasium, welches er als Jahrgangsprimus abschloss.
An der Universität Basel studierte er zwischen 1949 und 1958 Geschichte und Latein. 1959 promovierte Rihm mit einer Dissertation über das Bildungserlebnis der Antike bei Johannes von Müller. Während zwei Jahren gab er Deutschkurse an der Universität Caen für Germanistikstudenten. Währenddessen schrieb er Rezensionen für die Basler Nachrichten und die National-Zeitung.
Er war seit 1960 verheiratet und hatte drei Kinder.
Ab 1955 unterrichtete er Geschichte und Latein am Realgymnasium als Vikar. 1960 erhielt er eine Festanstellung. Von 1970 bis 1994 war er Rektor des Gymnasiums, danach liess er sich pensionieren.

## Politik
Von 1976 bis 1987 vertrat er die Freisinnig-Demokratische Partei (FDP) im Grossen Rat des Kantons Basel-Stadt. 1981/82 präsidierte er diesen. Er verfasste eine Resolution gegen das geplante Kernkraftwerk Kaiseraugst, welche 1985 fast einstimmig vom Grossen Rat angenommen wurde. Mehrfach wurde er von seiner Partei als Regierungsrat und Nationalrat nominiert; alle diese Nominationen lehnte er ab.

## Handball
Zuerst spielte Rihm Fussball. Danach spielte er für den RTV 1879 Basel auf nationaler Ebene Handball.
Sein erstes Länderspiel war gleichzeitig das erste Länderspiel der Schweizer B-Männer-Feldhandballnationalmannschaft. Sie spielte am 20. Mai 1951 gegen die luxemburgische Mannschaft in Diekirch und gewann mit 21:6. In der Halle spielte er zwei Länderspiele. Bei beiden hiess der Gegner Frankreich. Das einzige A-Nationalmannschaft-Länderspiel auf dem Rasen war eine Partie gegen die Jugoslawen. Er erzielte kein einziges Goal im Dress der Nationalmannschaften.